# Pirata iviei
Pirata iviei este o specie de păianjeni din genul Pirata, familia Lycosidae, descrisă de Wallace și Exline, 1978. Conform Catalogue of Life specia Pirata iviei nu are subspecii cunoscute.